# إيغور دغتيريوف
إيغور دغتيريوف (بالروسية: Дегтярёв, Игорь Владимирович)‏ هو لاعب كرة قدم روسي في مركز الوسط، ولد في 22 أغسطس 1976 في أورينبورغ في روسيا. لعب مع نادي أورينبورغ.